# 알렉산드라 마이스니처
알렉산드라 마이스니처(독일어: Alexandra Meissnitzer, 1973년 6월 18일~)는 오스트리아의 은퇴한 알파인 스키 선수이다. 올림픽에 4회 참가했으며 은메달 1개, 동메달 2개를 획득했다. 마이스니처는 1998년 동계 올림픽에서 여자 대회전 은메달과 여자 슈퍼대회전 동메달, 2006년 동계 올림픽에서 여자 슈퍼대회전 동메달을 획득했다. 또한 세계 선수권 대회에서 금메달 2개, 은메달 1개를 획득했으며 월드컵 종합 우승 1회를 달성했다.